# Once Mekel
Once lub Once Mekel, właśc. Elfonda Mekel (ur. 21 maja 1970 w Ujungpandang) – indonezyjski piosenkarz, były wokalista zespołu Dewa 19.
Znalazł się na pozycji 40. w zestawieniu 50 najlepszych indonezyjskich piosenkarzy wszech czasów, opublikowanym na łamach lokalnego wydania magazynu „Rolling Stone”.